# 230691 Van Vogt
230691 Van Vogt este o planetă minoră (asteroid) din centura de asteroizi. A fost descoperită pe 18 octombrie 2003 la Saint-Sulpice de Bernard Christophe⁠(d). 
Obiectul prezintă o orbită caracterizată de o semiaxă mare de 3,0567656273942 UAi, o excentricitate de 0,07, o înclinație de 0,4 ° în raport cu ecliptica.